# Атлоун
Вижте пояснителната страница за други значения на Атлоун.
Атлоун (на ирландски: Baile Átha Luain – Балъ Аахъ Луън; на английски: Athlone) е град в централната част на Ирландия. Разположен е на южния бряг на езерото Лох Рий около устието на река Шанън при вливането ѝ в езерото. Намира се на границата между графствата Уестмийт и Роскомън и на границата между провинциите Ленстър и Конахт. Първите сведения за града датират от 13 век. Транспортен шосеен и жп възел, обект на туризъм, с традиции в театралното изкуство и театралните фестивали. Населението му е 14 347 жители от преброяването през 2006 г.

## Спорт
Представителният футболен отбор на града носи името АФК Атлоун Таун. Дългогодишен участник е в ирландските Премиър лига и Първа дивизия.